# 韓鼎
韓鼎（1437年—1515年），字廷器，號斗庵，陝西慶陽府合水縣人，軍籍，明朝政治人物。

## 生平
陝西鄉試第三十二名舉人，成化十七年（1481年）中式辛丑科會試第一百四十三名，二甲第八十七名進士。授禮科給事中，升南京通政使司右參議，調南京尚寶司卿，升右通政，治水有功。正德初年升戶部右侍郎，致仕歸里，十年（1515年）卒。

## 著作
著有《斗庵集》。

## 家族
曾祖韓臣；祖父韓尚敬；父韓傑，母蘭氏。慈侍下。